# بروفو
شهر بروفو (به مقدونی: Берово) با جمعیت  ۱۳٫۹۴۱   نفر  در استان شرق کشور مقدونیه شمالی واقع شده‌است.